# مطثية بورنيمية
مطثية بورنيمية (الاسم العلمي: Clostridium bornimense) هي نوع من البكتيريا يتبع جنس المطثية من الفصيلة المطثاوية.